# 亨得利 (上海)
亨得利，是上海市的老字號鐘錶企業，和「亨達利」並列為上海的兩大傳統鐘錶行。亨得利的歷史開始於1874年，前身是開業於寧波的二妙春鐘錶店。1915年，二妙春鐘錶店在上海五馬路開店，取名為亨得利。1928年，亨得利搬遷至南京路廣西路口，之後在靜安寺和霞飛路開設分店，並逐漸在中國各地都有開店。1956年，亨得利實施公私合營。